# Jules de Seynes
Jules de Seynes, né à Lyon le 16 janvier 1833 et mort à Paris le 18 octobre 1912, est un botaniste et mycologue français.

## Biographie
Docteur es sciences à la Faculté de Montpellier en 1860 et agrégé d'histoire naturelle de la faculté de Paris en 1863, il devient professeur et maître de conférence à la Faculté de médecine de Paris.
Un des fondateurs de la Société botanique de France en 1854, il en est président en 1877 et 1887. Il préside le Congrès international de botanique de 1900 se déroulant à Paris.
La Mycène de De Seynes lui a été dédiée.
Il était maire de Rousson. Son fils, le député Étienne de Seynes, en sera également maire.

## Publications
- 1887. La moisissure de l'ananas. 5 pp.
- 1875. On Agaricus ascophorus Peck. 5 pp.
- 1860. Étude sur l'absorption gastro-intestinale

### Ouvrages
- m.h. Baillon, j. de Seynes, j. de Lanessan, e. Mussat, w. Nylander, e. Tison, j. Poisson, e. Fournier, l. Soubeiran, h. Bocquillon, g. Dutailly, e. Bureau, ch. Manoury, h.-a. Weddell, b. de Montgazon, l. Durand, a. Franchet. 1891. Dictionnaire de botanique. Ed. Hachette. iii + 340 pp.
- j. Moyen, jules de Seynes. 1889. Les Champignons: Traité élémentaire et pratique de mycologie : description des espèces utiles dangereuses remarquables. Ed. Rothschild. 20 pp.
- 1888. Polypores. Volumen 2 de Recherches pour servir à l'histoire naturelle des végétaux inférieurs. Ed. G. Masson. 66 pp.
- achille Richard, Charles Martins, Jules de Seynes. 1876. Nouveaux éléments de botanique: contenant l'organographie, l'anatomie, la physiologie végétales et les caractères de toutes les familles naturelles. Ed. F. Savy. 710 pp. En línea edición de 1864
- 1864. Aperçus sur quelques points de l'organisation des champignons supérieurs. 274 pp.
- 1863. De la germination. Ed. J. -B. Baillière. 76 pp. En línea
- 1863. Essai d'une flore mycologique de la région de Montpellier et du Gard: observations sur les Agaricinés suivies d'une énumération méthodique. Ed. J. -B. Baillière. 156 pp. En línea, reeditó Kessinger Publ. 2010 180 pp.  (ISBN 1-166-73385-8)
- 1863. Observations sur les Agaricines suivies d'une énumération méthodique. Ed. J. -B. Baillière. 156 pp.
- 1860. Du parasitisme dans le règne animal et dans le règne végétal: thèse, &c 124 pp.

## Distinction
- Chevalier de la Légion d'honneur (12 juillet 1880)[1]

## Sources
1. ↑  « Recherche - Base de données Léonore », sur www.leonore.archives-nationales.culture.gouv.fr (consulté le 29 mai 2024)

- Bulletin de la Société botanique de France ..., Volume 61 (1914)